# Len Graham
William George Leonard Graham, plus connu sous le nom de Len Graham, né le 17 octobre 1925 à Belfast en Irlande du Nord et décédé le 30 septembre 2007 à Blackpool en Angleterre, est un footballeur international nord-irlandais qui évoluait au poste de défenseur, avant de devenir ensuite entraîneur.

## Biographie

### Carrière de joueur

#### Carrière en sélection
Avec l'équipe d'Irlande du Nord, il joue 14 matchs (pour aucun but inscrit) entre 1951 et 1958. 
Il joue son premier match en équipe nationale le 7 mars 1951 face au pays de Galles et son dernier le 4 octobre 1958 contre l'équipe d'Angleterre.
Il figure dans le groupe des sélectionnés lors de la Coupe du monde de 1958. Il ne joue aucun match lors de la phase finale de cette compétition, mais dispute toutefois deux matchs comptant pour les tours préliminaires de la coupe du monde 1954.

## Palmarès
Doncaster Rovers
- Championnat d'Angleterre D3 (1) :
  - Champion : 1949-50.